# Fuga para o Egito (Ticiano)
A Fuga para o Egito é uma pintura a óleo geralmente atribuída ao mestre renascentista veneziano Ticiano. Este trabalho muito inicial de Ticiano foi feito por volta de 1508 ou 1509. A pintura está na coleção do Museu Hermitage, em São Petersburgo, Rússia. Uma pintura de paisagem religiosa, sua "pincelada ousada e uso emocionante da cor" levaram a que fosse descrita como uma das obras-primas de Ticiano, bem como uma de suas mais antigas. Embora alguns estudiosos contestem a atribuição da pintura a Ticiano, ela é geralmente aceita como uma de suas obras do início de sua carreira.

## Temática
Fuga para o Egito retrata a viagem bíblica do recém-nascido Jesus Cristo, juntamente com a Virgem Maria, sua mãe, e São José, conforme descrito no Evangelho de Mateus (Mateus 2:13–23). O Evangelho descreve a fuga da Sagrada Família como resultado de uma visão de um anjo, que disse a José para trazê-los para o Egito, já que o Rei Herodes, o Grande viria para matar o menino Jesus (Mateus 2:13}). Segundo os relatos bíblicos, o Rei Herodes mandou matar as crianças que teriam aproximadamente a idade do Menino Jesus em um episódio conhecido como Massacre dos Inocentes. O  evangelista Mateus afirma que a Sagrada Família permaneceu no Egito até a morte do Rei Herodes quando então voltaram para a Galileia e se estabeleceram em Nazaré.